# Küýzeligyr
Küýzeligyr (ook geschreven als Kyuzeligyr, Yetimgyr) is een archeologische vindplaats en voormalige stad op het grondgebied van Turkmenistan, en volgens onderzoekers de locate van Chorasmia, de eerste hoofdstad van het oude Chorasmië (6e-5e eeuw v.Chr.). De site van Küýzeligyr, gelegen op het grondgebied van de oude Sarygamysj-delta van de Amu Darja in het district Akdepe van de provincie Daşoguz, is met een oppervlakte 25 hectare en totale lengte van de vestingmuren ongeveer 3 km de grootste archeologische site uit de archaïsche periode in de geschiedenis van Chorasmië. Volgens Joeri Rapoport was Küýzeligyr de oude stad Chorasmia, genoemd in het werk van Hekataios van Milete Beschrijving van de wereld.

## Beschrijving
Uiterlijk rond de eeuwwisseling van de 7e-6e eeuw v.Chr. ontstond in de Sarygamysj-delta van de Amu Darja, de meest dichtbevolkte regio van Chorasmië, een groot stedelijk of proto-stedelijk centrum. Küýzeligyr was blijkbaar het historische en culturele centrum van de regio vóór de verovering van Chorasmië door de Achaemeniden.
Küýzeligyr was een versterkte stad, die aanvankelijk alleen het zuidwestelijke deel van de heuvel besloeg waarop zij lag. Later werd op een terrein van 13 hectare ten noorden en oosten van het vroegere fort een nieuwe vestingmuur gebouwd. De nederzetting was omgeven door twee parallelle muren, waartussen zich een doorgang bevond van maximaal 2,5 meter breed. 
De muren van het fort, gemaakt van gestampte leem en gedroogde leemsteen, bereikten een dikte van 1-1,5 m. De buitenste verdedigingsmuur werd doorgesneden door talloze schietgaten, op een afstand van 2 m van elkaar. Langs de muur stonden elke 35 m ovale of rechthoekige torens. Aanvankelijk werd het fort gebouwd van rechthoekige en later van vierkante stenen. In de gebouwen van het fort uit de vroege periode van haar bestaan werden frameconstructies op grote schaal gebruikt. De vloeren werden gelegd met leemstenen en bedekt met klei vermengd met stro. Metaalverwerking bereikte een hoog ontwikkelingsniveau: pijlpunten, harnasonderdelen, vrouwensieraden (kralen, armbanden, ringen) en andere voorwerpen werden uit brons gegoten. De aardewerkproductie werd ontwikkeld en de aardewerkwijk van de stad Küýzeligyr was de eerste op het grondgebied van het oude Chorasmië.
Afgaande op het aantal botten van dieren gevonden tijdens opgravingen en natuurlijke omstandigheden, was de belangrijkste bezigheid van de inwoners van Küýzeligyr transhumance en rundveehouderij. Ook hielden de inwoners zich bezig met akkerbouw, wat wordt bevestigd door vondsten in de cultuurlaag van een ijzeren sikkel en stenen graanmolens, evenals afdrukken van het stro van graanplanten, zichtbaar in de kleilaag van het gebouw.  
Gebaseerd op archeologisch materiaal dateert Küýzeligyr uit de 6e tot 5e eeuw v.Chr. Volgens historici vertegenwoordigen de archeologische materialen van Küýzeligyr, samen met de complexen van Sogdië, Margiana en Zuid-Bactrië, varianten van één culturele laag en één grote etnisch-culturele provincie.